# تیخونیتسه
تیخونیتسه (به لاتین: Tichonice) یک منطقهٔ مسکونی در جمهوری چک است که در ناحیه بنشوو واقع شده‌است. تیخونیتسه ۱۰ کیلومتر مربع مساحت و ۱۹۶ نفر جمعیت دارد و ۳۹۹ متر بالاتر از سطح دریا واقع شده‌است.